# كأس إسكتلندا 2010–11
كأس اسكتلندا 2010–11 (بالإنجليزية: 2010–11 Scottish Cup)‏ هو الموسم 126 من  كأس اسكتلندا. أقيم خلال الفترة 25 سبتمبر 2010 وحتى 21 مايو 2011، وأشرف على تنظيمه اتحاد اسكتلندا لكرة القدم، وكان عدد الأندية المشاركة فيه  81، وفاز فيه نادي سلتيك.